# Havelberg
Havelberg é um município da Alemanha, situado no distrito de Stendal, no estado de Saxônia-Anhalt. Tem 149,13 km² de área, e sua população em 2019 foi estimada em 6.547 habitantes.